# پهله (دهلران)
پَهله شهری در استان ایلام ایران است. این شهر مرکز بخش زرین‌آباد شهرستان دهلران است. پهله در ۱۰۴ کیلومتری جنوب خاوری شهر ایلام واقع شده‌است.
در حال حاضر وسعت این شهر بالغ بر ۱۱۴ هکتار می‌باشد. پارک جنگلی ملت در سال ۱۳۶۹ به وسعت ۶ هکتار در شمال این شهر و در دامنه تپه‌های زیبایی واقع شده‌است بخشی از این پارک اخیراً به تفرجگاه مردم تبدیل شده‌است.

بیشینه دمای این شهر ۴۴ و کمینه آن ۵- درجه سانتیگراد است.

## پیشینه
ظاهراً نام این شهر هم‌ریشه با پَهلَوْی و پارت است که یکی از معانی آن شهر می‌باشد.
شهر امروزی پهله در قدیم جزئی بود از سرزمین پهله (جبال، کوهستان زاگرس) و احتمالاً به همین خاطر نام پهله بر روی آن مانده‌است.
در جنگ ایران و عراق شهر پهله آسیب فراوان دید و پس از بازسازی نام آن که پس از انقلاب اسلامی به زرین‌آباد تغییر یافته بود مجدداً پهله شد.

## دیدنی‌ها
شهر پهله در دشتی با شیب ملایم به سوی رود دجله قرار دارد.
دیدنی‌های شهر و پیرامون آن:
- رود میمه که در شهر جریان دارد.
- رشته کوه کبیرکوه (در پانزده کیلومتری شمال پهله)
- قله کلاوندی (۱۷۱۶ متر) در ده کیلومتری شمال خاوری شهر
- امامزاده سیدفخرالدین در ۱۲ کیلومتری شمال پهله
- امامزاده سید حسنی (فرزند سید فخرالدین) در فاصله ۱۳ کیلومتری شمال پهله

- امامزاده سید ناصرالدین در ۱۶ کیلومتری
- امامزاده سید ابراهیم (فرزند محمد باقر) که در ۷ کیلومتری پهله و در مسیر قلعه شیاخ قرار دارد.

امامزاده محمد و بی بی زینب در ۷ کیلومتری غرب شهر پهله
ساختمان این امامزاده که شکل مخروطی ویژه‌ای دارد مربوط به دوران سلجوقی است.
قلعه شیاخ (شیاق، شیاخ) در غرب چهله که مربوط به ۱۹۰۰ سال قبل است.
قلعه زنجیره در جنوب غرب شهر بهله
خرابه‌های باستانی مسیر جاده بهله- دهلران
باغات زیبای گوراب و میمه
بارک جنگلی ملت به مساحت ۶ هکتار در دامنه کوه‌های شمالی شهر